# János Vargha
János Vargha est un biologiste, environnementaliste et photographe hongrois.

## Biographie
Né en 1949, János Vargha a été diplômé de l'Université de Szeged en 1977.
De 1981 à 1984, János Vargha, s'engage activement contre le projet de barrage de Nagymaros sur le Danube qui aurait englouti 60 000 hectares de forêt.
En 1997, la Cour internationale de La Haye a suspendu le projet de barrage conjoint entre la Slovaquie et la Hongrie.
De 1998 à 2000, János Vargha est conseiller pour l'Environnement auprès du gouvernement.

## Prix Goldman de l'environnement
János Vargha est l'un des six lauréats 1990 du Prix Goldman pour l'environnement.